# Unión Buenos Aires
Pour les articles homonymes, voir Buenos Aires (homonymie).
Maillots
L'Unión Buenos Aires est un club péruvien de football disparu basé dans le port de Callao.

## Histoire
Fondé à Callao le 9 mars 1917 sous le nom de Club Sportivo Unión Buenos Aires, le club fait parler de lui en s'associant avec son voisin de l'Atlético Chalaco pour former une équipe - baptisée du nom de Combinado Chalaco - qui dispute deux rencontres face à l'Uruguay, sans la présence de ses champions olympiques, alors en tournée à Lima. Le premier match, joué le 30 août 1924, se solde par une défaite 1-2 mais le Combinado Chalaco parvient à prendre sa revanche en s'imposant 1-0 (but d'Alfonso Saldarriaga), le 7 septembre 1924.
Deux ans plus tard, l'Unión Buenos Aires participe au premier championnat du Pérou organisé par la Fédération péruvienne de football en 1926. Il s'en octroie la deuxième place en 1927, derrière l'Alianza Lima, même si le championnat est suspendu par la suite. Il évolue en 1re division jusqu'en 1931 lorsqu'il est relégué.
Le club ne retrouvera plus jamais l'élite. Jouant dans la ligue de district de Callao, il finit par disparaître en 1990.

## Résultats sportifs

### Palmarès
- Championnat du Pérou :
  - Vice-champion : 1927.

### Bilan et records
- Saisons au sein du championnat du Pérou : 6 (1926-1931).

## Personnalités historiques de l'Unión Buenos Aires

### Joueurs

#### Grands noms
Les internationaux péruviens Segundo Castillo et Pedro Ibáñez, tous deux champions d'Amérique du Sud en 1939, ont joué pour le club dans les années 1930. José Arana Cruz, qui deviendrait sélectionneur du Pérou et de la Colombie, y a joué dans les années 1920, de même qu'Alfonso Saldarriaga, défenseur qui intégra la première sélection péruvienne de l'histoire en 1927.